# Vicente Hernández de la Rúa
Vicente Hernández de la Rúa (Salamanca, c. 1808-Madrid, 1890) fue un político español.

## Biografía
Nacido en Salamanca un 12 de junio, según la fuente, de 1808 o 1810, obtuvo el título de abogado el 6 de agosto de 1833. Fue doctor y catedrático de la Universidad de Salamanca, abogado del Colegio de Salamanca y del de Madrid, teniente fiscal del Tribunal Supremo, asesor de Hacienda, vocal de diferentes comisiones codificadoras del Ministerio de Gracia y Justicia y de Ultramar, presidente de la sección tercera de la Academia de Jurisprudencia y Legislación de Madrid, diputado en varias legislaturas y senador vitalicio.
Era caballero de la Orden de Carlos III y secretario honorario del rey, además de autor de diferentes obras de texto de jurisprudencia. Escribió para el Boletín de Jurisprudencia y Legislación. Afiliado al partido liberal, fue director general de Hacienda. El 7 de abril de 1890 se comunicaba en el diario La Época su fallecimiento en Madrid. Fue enterrado en el cementerio de San Justo.